# Kurek (Bartoszyce)
Kurek (deutsch Wienen A und Wienen B) bezeichnet die heutige Stelle zweier untergegangener Orte in der polnischen Woiwodschaft Ermland-Masuren. Sie gehört zum Gebiet der Gmina Bartoszyce (Landgemeinde Bartenstein) im Powiat Bartoszycki (Kreis Bartenstein (Ostpr.)).

## Geographische Lage
Die Ortsstelle Kurek liegt in der nördlichen Woiwodschaft Ermland-Masuren, 17 Kilometer südlich der früheren und heute auf russischem Territorium gelegenen Kreisstadt Preußisch Eylau (russisch Bagrationowsk) bzw. zehn Kilometer südwestlich der heutigen Kreismetropole Bartoszyce (deutsch Bartenstein).

## Geschichte

### Wienen A
Um 1800 wurde Wienen, das erst nach 1831 als Wienen A bezeichnet wurde, gegründet. Es handelte sich um ein kleines Gehöft, das als Vorwerk zum Gut Tolks (polnisch Tolko) im ostpreußischen Kreis Preußisch Eylau angelegt worden und bis 1945 ein Wohnplatz von Tolks war. Es gehörte nahezu 150 Jahre zum Besitz der Adelsfamilie von Tettau auf Tolks.

### Wienen B
Gegründet wurde Wienen B, das bis 1831 auch lediglich als „Wienen“ bezeichnet wurde, bereits vor 1813. Das Gut bestand aus einem kleinen Gehöft und war ein Wohnplatz des Gutsbezirks Powarschen (polnisch Powiersze) im ostpreußischen Kreis Preußisch Eylau.
Am 9. Juli 1919 wurde Wienen B aus dem Gutsbezirk Powarschen aus- und in die Landgemeinde Reddenau (polnisch Rodnowo) eingegliedert. Diese Zugehörigkeit blieb bis 1945 bestehen.

### Kurek
Nach 1945 scheinen die beiden unter dem polnischen Namen „Kurek“ zusammengefassten Orte Wienen A und B nicht mehr besiedelt worden zu sein. Die Spur verliert sich, und so mag Kurek in der nächstgelegenen Gemeinde Rodnowo (Reddenau), einer Ortschaft innerhalb der Gmina Bartoszyce (Landgemeinde Bartenstein),  aufgegangen zu sein. Der Name findet keine Erwähnung mehr, der Ort gilt als untergegangen.

## Religion

### Christentum
Bis 1945 waren Wienen A und Wienen B in die evangelische Kirche Reddenau (polnisch Rodnowo) in der Kirchenprovinz Ostpreußen der Kirche der Altpreußischen Union, außerdem in die römisch-katholische Kirche der Stadt Bartenstein (polnisch Bartoszyce) im damaligen Bistum Ermland eingepfarrt.

## Verkehr
Zu der wohl noch erkennbaren Ortsstelle Kurek der beiden Orte Wienen A und Wienen B führt von Rodnowo aus ein befestigter Weg.